# 中共中央特科机关旧址
中共中央特科机关旧址是中国上海的一处遗址纪念地，位于静安区江宁路街道武定路930弄14号，在常德路与胶州路之间的武定路北侧。
武定路930弄14号原为修德坊6号，是一幢假三层石库门里弄房屋。1927年中央特科成立，机关设于此处。
1931年5月，顾顺章灭门案发生后，部分尸体从发案地点法租界爱棠村被运送至修德坊6号秘密掩埋。11月，顾顺章的妻弟张长庚在街上指认出特科人员王世德，王被捕后供出三处埋尸地点，经21日至28日一周时间的挖掘，上海法租界巡捕房在姚主教路125弄爱棠村（大同坊）37号，今徐汇区余庆路102号，发现了顾维贞、吴韶兰夫妇（顾顺章兄嫂)、张阿桃（顾顺章岳父）、张爱宝（顾顺章妻妹）四人的尸体；在爱棠村33号（今余庆路110号）发现叶小妹（顾顺章妻子的表妹）、吴克昌妻子（顾顺章嫂子的弟媳）以及一名麻脸男佣三人的尸体；上海公共租界戈登路捕房在武定路修德坊发现了张杏华（顾顺章妻子）、张陆氏（顾顺章岳母）、吴克昌（顾顺章嫂子之弟）、斯励四人的尸体；此外还在麦特赫斯脱路（今静安区泰兴路）新闸路陈家巷91号发现黄弟洪、邹志淑、朱完白夫妇、王盘五人的尸体。
2014年4月4日，中共中央特科机关旧址被列为第八批上海市文物保护单位。2024年4月14日，中央特科机关旧址纪念馆开馆。